# Apartament dla orangutana
Apartament dla orangutana (ang. Dunston Checks In) – amerykańska komedia z 1996 roku w reżyserii Kena Kwapisa. Wyprodukowany przez 20th Century Fox.

## Opis fabuły
Robert Grant, menadżer luksusowego nowojorskiego hotelu, nie wie, że ekscentryczny Rutledge jest złodziejem biżuterii, któremu pomaga orangutan Dunston. Małpa zaprzyjaźnia się z synem Granta, 10-letnim Kyle'em (Eric Lloyd). Razem wprowadzają w hotelu wiele zamieszania.

## Obsada
- Jason Alexander jako Robert Grant
- Graham Sack jako Brian Grant
- Eric Lloyd jako Kyle Grant
- Faye Dunaway jako Elena Dubrow
- Rupert Everett jako Lord Rutledge
- Paul Reubens jako Buck LaFarge
- Glenn Shadix jako Lionel Spalding
- Nathan Davis jako Victor Dubrow
- Jennifer Bassey jako Angela Dellacroce

i inni